# Hospital Civil de Guadalajara
El Hospital Civil de Guadalajara es un complejo hospitalario universitario que opera en la ciudad de Guadalajara, Jalisco, México, desde finales del siglo XVIII hasta la actualidad. Brinda atención médica de tercer nivel (alta especialidad) de bajo costo. Es un organismo público autónomo y sirve como hospital escuela de la Universidad de Guadalajara. Actualmente cuenta con tres unidades hospitalarias, el antiguo Hospital Fray Antonio Alcalde , el  Hospital Dr Juan I. Menchaca.y el nuevo Hospital Civil de Oriente.

## Hospital Fray Antonio Alcalde
El hospital fue obra del ilustre obispo Antonio Alcalde y Barriga. Era parte de la Orden de Predicadores. Llegó a Nueva España de edad avanzada por disposición del rey Carlos III de España. En 1763 su primera tarea fue ser obispo de Yucatán. En 1771 se mudó a Nueva Galicia para servir como obispo de Guadalajara.
Hombre de una pieza, fuera de serie, de una honradez sin la más leve grieta con inteligencia privilegiada, talento organizador, dotes financieros, sensibilidad política rasgos de gran bondad y voluntad férrea. La miseria del pueblo es casi siempre madre de las enfermedades y esta verdad hace más respetable el motivo de Alcalde al fundar su hospital afirmando que «la salud del pueblo es la suprema ley».
Puso en práctica su filosofía creando ambiciosas obras para ayudar al pueblo. Nuevas epidemias azotaron la ciudad de 1785-1786 a causa de una gran crisis agrícola que provocó una hambruna entre la población.
El 25 de diciembre de 1786 Alcalde se presentó frente a la Real Audiencia de Guadalajara argumentando que el Hospital de San Miguel de Belén que se ubicaba donde hoy se encuentra el Mercado Corona necesitaba ser reemplazado debido a que era inadecuado para las necesidades de la ciudad. Ofreció financiar el proyecto con su propio dinero.
El 28 de diciembre de 1786 la Real Audiencia, con el apoyo del rey Carlos III, aprobó la propuesta. Se contempló la construcción de una iglesia, un departamento para las religiosas y un cementerio cerca del hospital, aunque este no fue construido de inmediato. El cementerio hoy en día se conoce como el Panteón de Belén. El ayuntamiento cedió un terreno que media 580 por 760 varas.
En 1787 Alcalde colocó la primera piedra del complejo hospitalario. Invirtió en ella aproximadamente 266,000 pesos. También mandó a construir 158 casas cerca del Santuario de Guadalupe que serían conocidas como «las cuadritas». Todas estas obras formarían parte del creciente Barrio del Santuario.
El 7 de agosto de 1792 Alcalde consagró el hospital a la humanidad doliente y realizó la primera curación. Aún perduran piedras labradas que registraron el acontecimiento. Todo ocurrió un poco antes de su fallecimiento y la conclusión del hospital.
El 18 de febrero de 1793 fue terminado el nuevo Hospital de San Miguel de Belén donde fueron colocadas el escudo de armas real. El 3 de mayo de 1794 entró en funciones el hospital y recibió a sus primeros pacientes. El hospital contaba con 775 camas y estaba a cargo de la Orden de los Hermanos Betlemitas. Fue inaugurado con una misa en el templo de Nuestra Señora de Belén que es parte del complejo hospitalario. El hospital antes se ubicaba donde ahora se encuentra el templo de Santa María de Gracia entre 1581 y 1590 y posteriormente donde está el Mercado Corona de 1590 a 1794.
En 1800 el registro del hospital constaba que había 2523 pacientes siendo atendidos.
En 2022 el hospital Fray Antonio Alcalde fue declarado patrimonio cultural del estado de Jalisco por el Instituto Nacional de Antropología e Historia.

## Hospital Dr. Juan I. Menchaca
A finales de los ochenta se inaugura en la calle Salvador Quevedo y Zubieta, el Hospital General Escuela, actualmente conocido como Nuevo Hospital Civil de Guadalajara Dr. Juan I. Menchaca.
El proyecto fue idealizado en los años 1940, fue hasta 10 años después cuando inició su construcción, durante la gubernatura de Agustín Yáñez. Por falta de recursos el edificio permaneció inconcluso durante cuatro décadas, hasta que en 1986 se reanudó su construcción, fue durante el periodo del gobernador Enrique Álvarez del Castillo cuando se logró concluir la obra e iniciar operaciones a partir del año 1988.

## Hospital Civil de Oriente
El Hospital Civil de Oriente, ubicado a un costado del Centro Universitario de Tonalá (CUTonalá), que requirió de una inversión de 2 mil 471 millones de pesos, fue inaugurado el 2 de diciembre de 2024, por autoridades universitarias y estatales. fue durante el periodo del gobernador Enrique Alfaro Ramirez.
El edificio Dr. César Martínez Ayón, que ya comenzará a dar servicio, brindará atenciones de consulta externa de diversas especialidades médicas, gabinetes de diagnóstico de cardiología, otorrinolaringología y neurofisiología, laboratorio clínico, banco de sangre, anatomía patológica, hemodiálisis, endoscopias de tubo digestivo.
El edificio Dr. Roberto Mendiola Orta, que iniciará con servicios de urgencias (pediátricas, adultos y obstétricas), contará con hospitalización de diversas especialidades, terapia intensiva (neonatal, pediátrica, obstétrica y adultos), quirófanos, diagnóstico por imagen y un helipuerto.
Se proyecta beneficiar anualmente a 100 mil pacientes en consulta externa y 13 mil en Urgencias con atención integral (servicios de laboratorio clínico, banco de sangre y estudios de anatomía patológica)
El Hospital Civil de Oriente ya está en marcha   
Con sus puertas abiertas, este hospital ya brinda servicios esenciales como:  
- Consulta externa de especialidades
- Atención ambulatoria
- Medicina preventiva
- Endoscopías
- Hemodiálisis
- Atención de urgencias

Diseñado para beneficiar a las familias de nueve municipios, incluyendo Chapala, Ixtlahuacán de Los Membrillos, El Salto, Poncitlán, Tlaquepaque, Tlajomulco, Ixtlahuacán del Río, Zapotlanejo y Tonalá.